# ری بارنارد
ری بارنارد (انگلیسی: Ray Barnard; ۱۶ آوریل ۱۹۳۳ – ۷ ژوئیهٔ ۲۰۱۷) بازیکن فوتبال اهل بریتانیا بود.
از باشگاه‌هایی که در آن بازی کرده‌است می‌توان به باشگاه فوتبال لینکولن سیتی، باشگاه فوتبال میدلزبرو، و باشگاه فوتبال گرنثم تاون اشاره کرد.